# Yusuf ibn Abi Daqn
Yusuf ibn Abi Daqn, (in arabo ﻳﻮﺳﻒ ﺑﻦ أبي ﺩﻗﻦ‎?), noto in Occidente come Josephus Abudacnus o Josephus Barbatus (Il Cairo, 1570 circa – ...), è stato un copto egiziano che viaggiò in Europa insegnando prevalentemente la lingua araba nel XVII secolo.

## Biografia
Nacque al Cairo intorno al 1570 e imparò in Egitto la lingua greca e quella turca.. Nel 1595 fu inviato a Roma con una lettera di Papa Gabriele VIII di Alessandria per il Papa Clemente VIII, che attestava la sua conversione al Cristianesimo romano, per poter studiare l'italiano, approfondire il greco e imparare il latino. Si recò anche a Parigi e in Inghilterra. La sua conoscenza dell'arabo era tuttavia abbastanza limitata, come egli stesso confessò a Scaliger e come fu confermato più tardi da Erpenius, che studiò sotto di lui. Erpenius, che aveva già imparato un po' d'arabo con William Bedwell, commentò a questi che Barbatus gli aveva insegnato 'molti vocaboli arabi' ma in quel 'linguaggio corrotto' (nient'altro che il dialetto) che era parlato al tempo 'dagli Egiziani e da altri'.
Viene considerato l'autore di vari testi, il più famoso dei quali è intitolato "Historia Jacobitarum, seu Coptorum, in Aegypto, Libya, Nubia, Aethiopia" che non è a rigori un'opera storica, bensì un resoconto dei riti liturgici copti del tempo. Il libro fu descritto da Edward Gibbon come di "basso valore".